# Estados Malayos no Federados
Los Estados Malayos Nativos (en inglés: Native Malay States), oficialmente llamados Estados Malayos no Federados (en inglés: Unfederated Malay States), fueron una agrupación administrativa de cinco sultanatos que formaban parte del Imperio británico en la península de Malaca. Los cuatro sultanatos del norte, en los que los británicos habían mostrado interés a finales del siglo XIX, fueron finalmente adquiridos de Siam en 1909. Además, estaba Johor en el sur. En total, contaban con aproximadamente 63400 km². En la época colonial fueron llamados "semi-independientes". Junto con las otras partes de Malasia británica, las colonias del Estrecho y los cuatro Estados Malayos Federados, se fusionaron en la Unión Malaya en 1946.

## Historia
El sultanato de Johor (23200 km²; 1911: 180 412 habitantes) fue una de las islas más poderosas de la India en el siglo XVIII, con posesiones también en Sumatra. Debido a disputas por el trono, el estado cayó y en 1877 los británicos instalaron una nueva dinastía. El rango de protectorado real solo se concluyó hasta 1914. Kelantan (14200 km², 1911: 286 751 habitantes), Kedah (9800 km², 1911: 245 986 habitantes), Trengganu (15500 km², 1911: 154 073 habitantes) y Perlis (810 km², 1911: 32 746 unidades) lo obtuvieron hasta 1909 cuando el rey de Siam fue reconocido como señor supremo. Esta era una relación de vasallaje relativamente floja, que requería pagos de tributos pero traía poca interferencia.
El área quedó bajo la administración militar japonesa en la Guerra del Pacífico durante la Segunda Guerra Mundial entre diciembre de 1941 y octubre de 1945. Kedah, Perlis, Kelantan y Terengganu fueron devueltos a Tailandia en octubre de 1943, aunque esto fue revertido por los británicos después del final de la guerra. En mayo de 1945 hubo disturbios comunales de malayos bajo el liderazgo de Pengulu Salleh contra los chinos en Johor. Después de la Segunda Guerra Mundial, Harold MacMichael presentó nuevos tratados a los sultanes; sus estados se convirtieron en parte de la Unión Malaya en 1946, de donde surgió la Federación Malaya.

### Administración colonial
La diferencia entre el nivel de control de los gobernantes de los Estados Federados y los no Federados fue, en el mejor de los casos, teórica. Los "asesores" asignados a estos no se llamaban residentes sino asesores generales, pero tenían los mismos poderes. Incluso cuando estaban bajo la soberanía siamesa, tales asesores habían existido en Kelantan (desde 1903) y Trengganu (1904). Los funcionarios blancos a nivel de distrito también eran miembros del Servicio Civil de Malaya (MCS). El correo y los ferrocarriles también estaban bajo el control exclusivo de los gobernadores coloniales. En la parte superior estaba el Alto Comisionado, una posición que siempre ejercía el gobernador de las colonias del Estrecho.
El modelo de indirect rule (gobierno indirecto) practicado aquí le sirvió a Harold Ingrams como modelo para la administración que se establecería en el sultanato de Shihr y Mukalla en el sur de Arabia.

## Economía
A diferencia de los Estados Malayos Federados, estas áreas todavía estaban escasamente pobladas y cubiertas por bosques a principios de siglo. La industria de las plantaciones de caucho solo comenzó su auge en el año 1909/10, lo que también aumentó la participación de la población china en el norte (1921: 15,4%). El arroz era cultivado para su propio uso.
Los estados estaban desfavorecidos en términos de desarrollo económico. The Duff Developement Co. había recibido la concesión de plantación por casi 6500 km² en 1903, en virtud del contrato revisado en 1912, intercambiando una quinta parte de las áreas por otras. El sultán fue demandado por 1 millón de libras esterlinas en 1920 por no tener conexión ferroviaria. Después de seis años, los jueces británicos decidieron que la compañía debería obtener £378000. Se aconsejó al sultán que "se hiciera un poco impopular y aumentara los impuestos" para pagar los costos del proceso.
Los productos agrícolas en el norte se exportaron principalmente a través de Penang y Kelantan. Este último producía principalmente ganado bovino, nueces de betel y copra. El estaño, la copra y el pescado seco provenían de Tringganu. Johor, que además del caucho también producía mucho gambir, pimienta, tapioca, sagú, betel y cocos, hacía negocios a través de Singapur.
Después de su estabilización en 1906, el dólar del Estrecho se convirtió en la moneda común. Los pequeños tipos de cambio de cada uno de los gobernantes individuales dejaron de usarse en 1912.